# Kania Góra
Kania Góra [pronunciación en polaco: /ˈkaɲa ˈɡura/] es un pueblo ubicado en el distrito administrativo de Gmina Zgierz, dentro del Distrito de Zgierz, Voivodato de Łódź, en Polonia central. Se encuentra aproximadamente a 10 kilómetros al norte de Zgierz y a 19 kilómetros al norte de la capital regional Łódź.
El pueblo tiene una población de 130 habitantes.